# Intercontinental Rally Challenge 2008
Navigation
2007 2009
Saison 2008 de l'Intercontinental Rally Challenge.

## Règlement

### Pilotes
Tout pilote engagé sur une épreuve au volant d'une voiture d'un constructeur participant à l'IRC est autorisé à marquer des points.

### Voitures
Les voitures autorisées sont les groupe N et groupe A jusqu'à 2 000 cm3 (incluant les S2000, R2 et R3).

### Points
Les points constructeurs sont attribués aux deux voitures les mieux classées. Seuls les sept meilleurs résultats seront pris en compte, dont six épreuves européennes au maximum.

Les points pilotes et copilotes sont attribués suivant le schéma 10-8-6-5-4-3-2-1. Seuls les sept meilleurs résultats seront pris en compte.

## Calendrier
| Manche | Rallye                                | Podium | Podium             | Podium              | Podium                    | Podium            |
| Manche | Rallye                                | Pos.   | Pilote             | Copilote            | Voiture                   | Temps             |
| --- | ------------------------------------- | ------ | ------------------ | ------------------- | ------------------------- | ----------------- |
| 1re | Rallye d'Istanbul (4-6 avril)         | 1er    | Luca Rossetti      | Matteo Chiarcossi   | Peugeot 207 S2000         | 2 h 24 min 48 s 3 |
| 1re | Rallye d'Istanbul (4-6 avril)         | 2e     | Nicolas Vouilloz   | Nicolas Klinger     | Peugeot 207 S2000         | 2 h 25 min 11 s 2 |
| 1re | Rallye d'Istanbul (4-6 avril)         | 3e     | Anton Alén         | Timo Alanne         | Abarth Grande Punto S2000 | 2 h 26 min 15 s 4 |
| 2e | Rallye du Portugal (9-10 mai)         | 1er    | Luca Rossetti      | Matteo Chiarcossi   | Peugeot 207 S2000         | 2 h 57 min 50 s 1 |
| 2e | Rallye du Portugal (9-10 mai)         | 2e     | Jan Kopecký        | Petr Starý          | Peugeot 207 S2000         | 2 h 58 min 35 s 9 |
| 2e | Rallye du Portugal (9-10 mai)         | 3e     | Nicolas Vouilloz   | Nicolas Klinger     | Peugeot 207 S2000         | 2 h 59 min 27 s 9 |
| 3e | Rallye d'Ypres (27-28 juin)           | 1er    | Freddy Loix        | Robin Buysmans      | Peugeot 207 S2000         | 2 h 44 min 40 s 3 |
| 3e | Rallye d'Ypres (27-28 juin)           | 2e     | Nicolas Vouilloz   | Nicolas Klinger     | Peugeot 207 S2000         | 2 h 45 min 39 s 0 |
| 3e | Rallye d'Ypres (27-28 juin)           | 3e     | Luca Rossetti      | Matteo Chiarcossi   | Peugeot 207 S2000         | 2 h 46 min 08 s 9 |
| 4e | Rallye de Russie (10-12 juillet)      | 1er    | Juho Hänninen      | Mikko Markkula (fi) | Peugeot 207 S2000         | 2 h 14 min 27 s 0 |
| 4e | Rallye de Russie (10-12 juillet)      | 2e     | Anton Alén         | Timo Alanne         | Abarth Grande Punto S2000 | 2 h 16 min 38 s 2 |
| 4e | Rallye de Russie (10-12 juillet)      | 3e     | Giandomenico Basso | Mitia Dotta         | Abarth Grande Punto S2000 | 2 h 17 min 11 s 2 |
| 5e | Rallye de Madère (1er-2 août)         | 1er    | Nicolas Vouilloz   | Nicolas Klinger     | Peugeot 207 S2000         | 3 h 05 min 14 s 8 |
| 5e | Rallye de Madère (1er-2 août)         | 2e     | Giandomenico Basso | Mitia Dotta         | Abarth Grande Punto S2000 | 3 h 05 min 20 s 2 |
| 5e | Rallye de Madère (1er-2 août)         | 3e     | Alexandre Camacho  | Pedro Calado        | Peugeot 207 S2000         | 3 h 05 min 22 s 8 |
| 6e | Rallye de Zlín (22-24 août)           | 1er    | Freddy Loix        | Robin Buysmans      | Peugeot 207 S2000         | 2 h 24 min 24 s 3 |
| 6e | Rallye de Zlín (22-24 août)           | 2e     | Nicolas Vouilloz   | Nicolas Klinger     | Peugeot 207 S2000         | 2 h 25 min 24 s 2 |
| 6e | Rallye de Zlín (22-24 août)           | 3e     | Bryan Bouffier     | Xavier Panseri      | Peugeot 207 S2000         | 2 h 25 min 33 s 9 |
| 7e | Rallye des Asturies (12-13 septembre) | 1er    | Giandomenico Basso | Mitia Dotta         | Abarth Grande Punto S2000 | 2 h 34 min 39 s 0 |
| 7e | Rallye des Asturies (12-13 septembre) | 2e     | Nicolas Vouilloz   | Nicolas Klinger     | Peugeot 207 S2000         | 2 h 34 min 51 s 2 |
| 7e | Rallye des Asturies (12-13 septembre) | 3e     | Freddy Loix        | Robin Buysmans      | Peugeot 207 S2000         | 2 h 36 min 33 s 5 |
| 8e | Rallye Sanremo (25-27 septembre)      | 1er    | Giandomenico Basso | Mitia Dotta         | Abarth Grande Punto S2000 | 2 h 56 min 25 s 4 |
| 8e | Rallye Sanremo (25-27 septembre)      | 2e     | Nicolas Vouilloz   | Nicolas Klinger     | Peugeot 207 S2000         | 2 h 57 min 08 s 0 |
| 8e | Rallye Sanremo (25-27 septembre)      | 3e     | Luca Rossetti      | Matteo Chiarcossi   | Peugeot 207 S2000         | 2 h 57 min 34 s 7 |
| 9e | Rallye du Valais (23-25 octobre)      | 1er    | Freddy Loix        | Robin Buysmans      | Peugeot 207 S2000         | 2 h 37 min 33 s 5 |
| 9e | Rallye du Valais (23-25 octobre)      | 2e     | Nicolas Vouilloz   | Nicolas Klinger     | Peugeot 207 S2000         | 2 h 37 min 38 s 0 |
| 9e | Rallye du Valais (23-25 octobre)      | 3e     | Luca Rossetti      | Matteo Chiarcossi   | Peugeot 207 S2000         | 2 h 38 min 27 s 4 |
| 10e | Rallye de Chine[1] (5-7 décembre)     | 1er    | Jarkko Miettinen   | Mikko Lukka         | Mitsubishi Lancer Evo IX  | 2 h 00 min 23 s 9 |
| 10e | Rallye de Chine[1] (5-7 décembre)     | 2e     | Cao Dong Liu       | Hongyu Pan          | Mitsubishi Lancer Evo IX  | 2 h 08 min 16 s 0 |
| 10e | Rallye de Chine[1] (5-7 décembre)     | 3e     | Jun Xu             | Sheng liu           | Mitsubishi Lancer Evo IX  | 2 h 08 min 44 s 9 |
| 1. : il est ici indiqué le podium "IRC", ces pilotes finissant respectivement 1er, 3e et 4e du classement général. |                                       |        |                    |                     |                           |                   |

## Classements

### Pilotes
| Rang | Pilote             | Rallyes | Rallyes | Rallyes | Rallyes | Rallyes | Rallyes | Rallyes | Rallyes | Rallyes | Rallyes | Total points |
| Rang | Pilote             | TUR     | POR     | BEL     | RUS     | POR     | CZE     | ESP     | ITA     | SUI     | CHN     | Total points |
| ---- | ------------------ | ------- | ------- | ------- | ------- | ------- | ------- | ------- | ------- | ------- | ------- | ------------ |
| 1er  | Nicolas Vouilloz   | 8       | 6       | 8       | 4       | 10      | 8       | 8       | 8       | 8       |         | 58           |
| 2e   | Freddy Loix        | 1       | Ab.     | 10      | 5       | 3       | 10      | 6       | 4       | 10      |         | 49           |
| 3e   | Giandomenico Basso | Ab.     | 5       | 3       | 6       | 8       | Ab.     | 10      | 10      | 4       |         | 46           |
| 4e   | Luca Rossetti      | 10      | 10      | 6       |         | 4       | 2       |         | 6       | 6       |         | 44           |
| 5e   | Anton Alén         | 6       | Ab.     | 0       | 8       |         | Ab.     | 3       | 1       | 3       |         | 21           |
| 6e   | Renato Travaglia   | 5       | 0       |         |         | 5       | 4       |         | 5       |         |         | 19           |
| 7e   | Jan Kopecký        | 4       | 8       | Ab.     | 3       |         |         |         |         |         |         | 15           |
| 8e   | Juho Hänninen      |         | 4       |         | 10      |         |         |         |         |         |         | 14           |
| 9e   | Bryan Bouffier     |         |         |         |         |         | 6       |         |         | 5       |         | 11           |
| 10e  | Jarkko Miettinen   |         |         |         |         |         |         |         |         |         | 10      | 10           |

| Couleur | Résultat                                                         |
| ------- | ---------------------------------------------------------------- |
| Or      | Vainqueur                                                        |
| Argent  | 2e place                                                         |
| Bronze  | 3e place                                                         |
| Vert    | Classé, dans les points                                          |
| Bleu    | Classé, hors des points Non classé (Nc.)                         |
| Mauve   | Abandon (Ab.) Retrait (Re.)                                      |
| Noir    | Disqualifié (Dq.)                                                |
| Blanc   | N'a pas pris le départ (Np.) Forfait (Forf.) Épreuve annulée (A) |
| Aucune  | N'a pas participé (-)                                            |

### Constructeurs
| Rang | Constructeur | Rallyes | Rallyes | Rallyes | Rallyes | Rallyes | Rallyes | Rallyes | Rallyes | Rallyes | Rallyes | Total points |
| Rang | Constructeur | TUR     | POR     | BEL     | RUS     | POR     | CZE     | ESP     | ITA     | SUI     | CHN     | Total points |
| ---- | ------------ | ------- | ------- | ------- | ------- | ------- | ------- | ------- | ------- | ------- | ------- | ------------ |
| 1er  | Peugeot      | 18      | 18      | 18      | 15      | 16      | 18      | 14      | 14      | 0       |         | 106          |
| 2e   | Abarth       | 11      | 5       | 3       | 14      | 13      | 4       | 14      | 15      | 7       |         | 74           |
| 3e   | Mitsubishi   | 0       | 5       | 3       | 1       | 0       | 0       | 1       | 0       | 0       | 18      | 28           |
| 4e   | Volkswagen   | 0       | 5       | 0       | 0       | 0       | 0       | 0       | 0       | 0       | 0       | 5            |